# テオファニス・ゲカス
テオファニス・ゲカス（ギリシア語: Θεοφάνης Γκέκας, ラテン文字表記: Theofanis Gekas, 1980年5月23日 - ）は、ギリシャ・ラリサ出身の元サッカー選手。ポジションはフォワード。ファーストネームであるテオファニスを縮めた愛称の「ファニス」で表記される事も多い。

## 経歴

### クラブ
アンダー世代では代表に選ばれることはなかったが、実力が認められ、フル代表にも選出されるようになった遅咲き。ギリシャの名門であるパナシナイコスFCでキャリアを積み上げ、2006-2007シーズンからドイツ・ブンデスリーガのVfLボーフムへレンタル移籍。そのドイツでの最初のシーズンにケヴィン・クラニーやアレクサンダー・フライ、ロイ・マカーイなどの有力選手を押しのけて得点王のタイトルを獲得した。ボーフムのサポーターからは「ギリシャの神」なる尊称を受けている。
2007年夏にはバイエル・レヴァークーゼンへ移籍。2009年1月からシーズン終了まで、ポーツマスFCにレンタル移籍した。さらに2010年1月からシーズン終了まで、ヘルタ・ベルリンへレンタル移籍。2010年5月、移籍金1000万ユーロ、2年契約でアイントラハト・フランクフルトへ移籍した。
2013年1月25日、アクヒサル・ベレディイエスポルに加入。同年9月5日にはコンヤスポルに移籍するが、翌年6月26日にアクヒサルへ復帰した。
2015年7月7日、エスキシェヒルスポルに移籍した。翌年2月1日、スイス・スーパーリーグのFCシオンに移籍。翌年1月12日、スィヴァススポルへ加入することが発表され再びトルコに復帰した。

### 代表
南アフリカ・ワールドカップ欧州予選では10得点を決め、イングランドのウェイン・ルーニーなどを抑えて得点王に輝いた。ラトビアとルクセンブルクと対戦した最後の2戦で5得点したが、特にラトビア戦では大量4ゴールを挙げた。
2014年6月29日、ブラジル・ワールドカップ決勝トーナメント1回戦のコスタリカ戦、延長戦を1-1のまま終えたためPK戦に入り、4人目のキッカーを任されたが両チームで唯一の失敗となってしまい、5-3となり試合に敗れ、同国代表初のベスト8進出はならなかった。

## エピソード
- レスリング選手としても有望だったが、父親の勧めでサッカーに専念した。
- 南アフリカ・ワールドカップでは右腕に「寒冷殺人魔」という入れ墨を入れていたが、「Cool Killer」という意味にしたかったという。

## 所属クラブ
- AEL 1964 1998-2001
- カリテアFC 2001-2005
- パナシナイコスFC 2005-2007

→  VfLボーフム 2006-2007 (loan)
- バイエル・レヴァークーゼン 2007-2010

→  ポーツマスFC 2009
→  ヘルタ・ベルリン 2010
- アイントラハト・フランクフルト 2010-2012
- サムスンスポル 2012
- レバンテUD 2012-2013
- アクヒサル・ベレディイエスポル 2013
- コンヤスポル 2013-2014
- アクヒサル・ベレディイエスポル 2014-2015
- エスキシェヒルスポル 2015
- FCシオン 2016-2017
- スィヴァススポル 2017

## 代表歴

### 出場大会
- 2005年 コンフェデレーションズカップ
- 2010年 ワールドカップ
- 2012年 EURO
- 2014年 ワールドカップ

### 試合数
- 国際Aマッチ 78試合 24得点（2005年-2014年）[4]

| ギリシャ代表 | 国際Aマッチ | 国際Aマッチ |
| 年           | 出場        | 得点        |
| ------------ | ----------- | ----------- |
| 2005         | 6           | 0           |
| 2006         | 5           | 0           |
| 2007         | 11          | 6           |
| 2008         | 13          | 6           |
| 2009         | 10          | 8           |
| 2010         | 7           | 0           |
| 2011         | 3           | 1           |
| 2012         | 11          | 2           |
| 2013         | 3           | 1           |
| 2014         | 9           | 0           |
| 通算         | 78          | 24          |

## 個人タイトル
- ギリシャ・スーパーリーグ得点王 : 2004-2005（17得点）
- ブンデスリーガ得点王 :  2006-2007（20得点）
- 南アフリカワールドカップ・ヨーロッパ予選得点王 : 2010（10得点）